# 알파 로켓

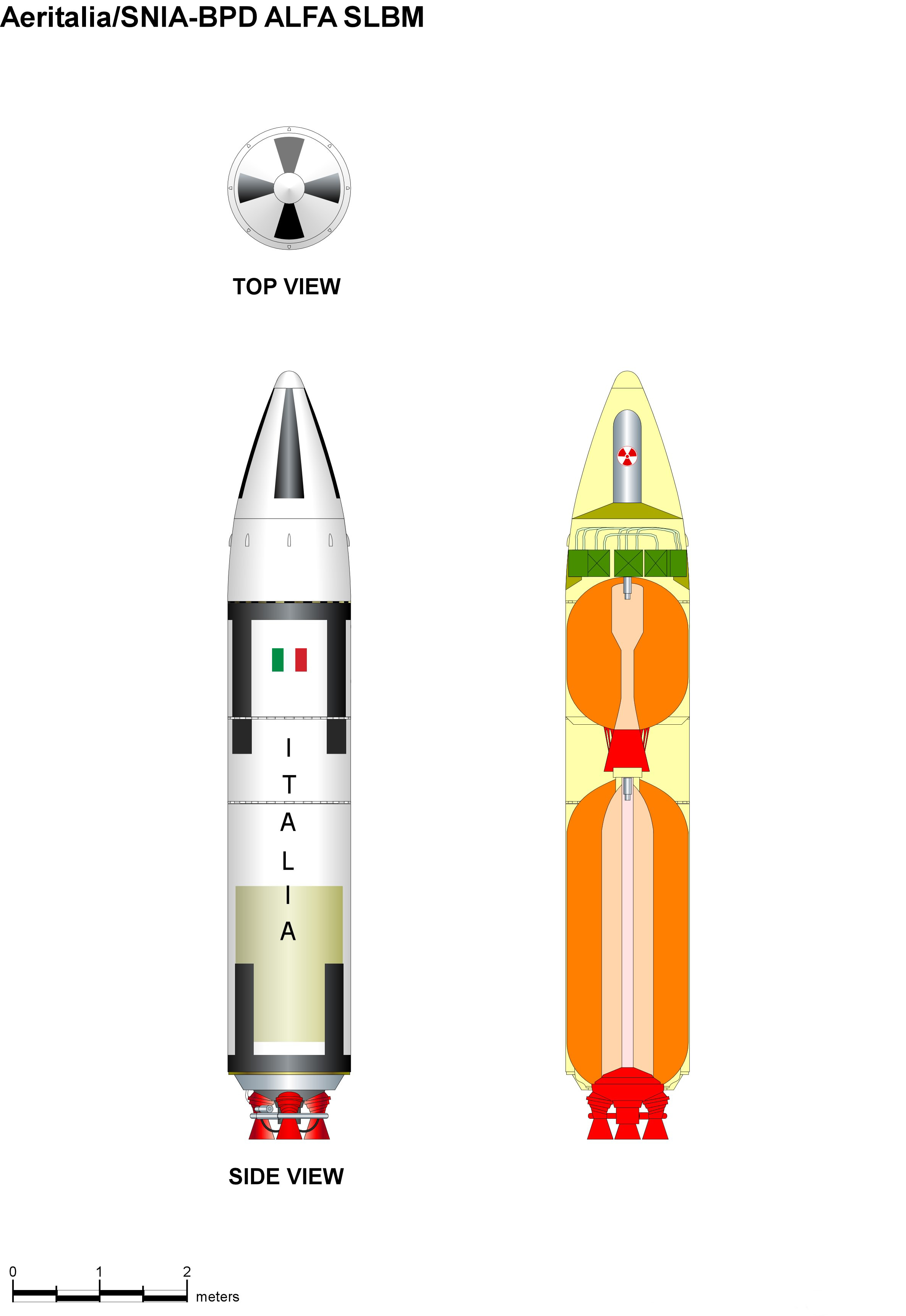

알파 로켓은 이탈리아가 개발한 준중거리 핵탄도 미사일(MRBM)이다.

## 역사
1957년부터 1961년까지, 이탈리아 해군의 주세페 가리발디 순양함은 4발의 UGM-27 폴라리스 핵미사일을 탑재하도록 개조되었다. 1961년, 1962년 순양함에서 폴라리스 시험발사에 성공했다. 당시 미국은 나토 다국적 핵군대를 창설하기 위해, 미국, 영국, 프랑스, 이탈리아, 서독의 구축함에 UGM-27 폴라리스 200발을 배치하기로 했다. 그러나 나토 다국적 핵군대 계획은 쿠바 미사일 위기를 이유로 취소되었으며, 따라서 이탈리아 해군의 UGM-27 폴라리스 핵미사일 도입 계획도 취소되었다.
그 후에 이탈리아는 폴라리스와 비슷한 외영의 알파 미사일을 독자 개발했다. 그러나 NPT에 가입한 직후인 1975년 계획을 취소했으며, 이미 생산된 마지막 시제기 3호를 1976년에 시험발사했다.
알파 로켓은 2단 고체연료 준중거리 핵탄도 미사일(MRBM)이다. 1971년 개발이 시작되었으며, 1973년, 1975년, 1976년 3회 시험발사했다.
1Mt 핵탄두를 탑재하고 사거리는 1600 km이다. 1단 로켓의 추력은 232 kN, 연소시간은 57초이다.
아드리아해의 호위함이나 구축함에서 발사하면 소련 서부를 공격할 수 있다. 아드리아해에서 모스크바 까지는 2000 km 떨어져 있다.

## 폴라리스
알파 미사일은 UGM-27 폴라리스 A-3 핵미사일과 외양이 비슷하다.
- UGM-27 폴라리스 A-3,  미국, 무게 16.2톤, 길이 9.86 m, 직경 1.37 m, 117 kg 200 kt W58 핵탄두 3발, 2단 고체연료, 사거리 4,600 km
- 알파 미사일,  이탈리아, 무게 10.7톤, 길이 6.5 m, 직경 1.37 m, 탄두중량 1톤, 2단 고체연료, 사거리 1,000 km

알파 미사일은 1 Mt 핵탄두 탑재시 사거리 1600 km라고 하는데, 폴라리스 미사일에 사용된 W47-Y2 핵탄두를 말하는 것으로 보인다. 폭발력 1.2 Mt, 탄두중량 332 kg이다.